# Nicolás Millán
Nicolás Millán, född 17 november 1991 i Santiago, är en chilensk fotbollsspelare som bland annat spelat i Colo-Colo och San Marcos de Arica. Han är känd för att vara den yngsta spelaren som någonsin representerat en chilensk fotbollsklubb på proffsnivå.